# Pociąg pancerny Trockiego

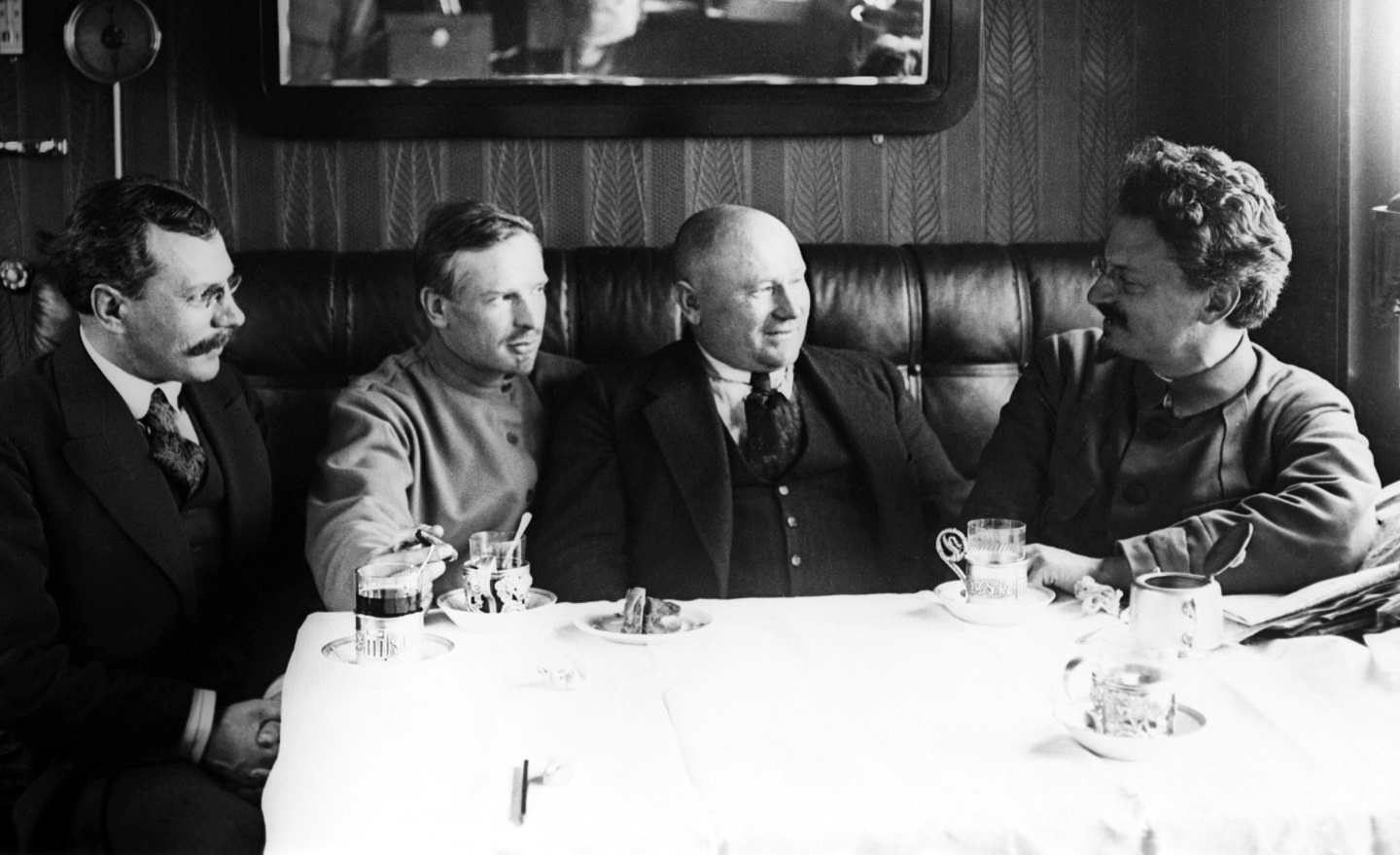
Lew Trocki przyjmuje gości w swoim pociągu pancernym

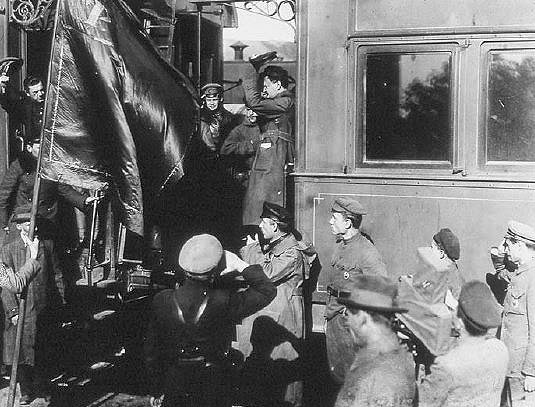
Trocki i załoga pociągu oddają honory czerwonemu sztandarowi

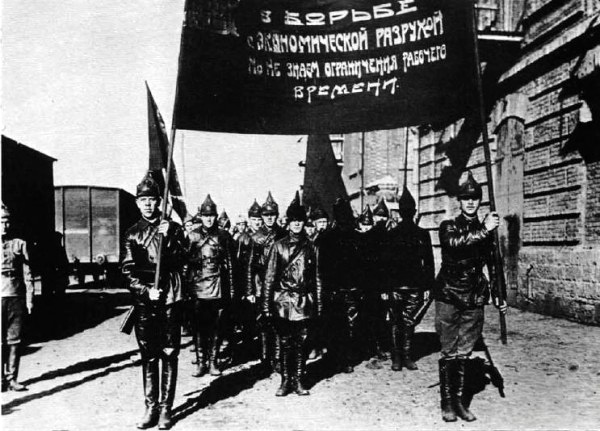
Gwardziści Trockiego ubrani w budionnówki i mundury wykonane z czerwonej skóry byli częścią załogi i jego ochroniarzami

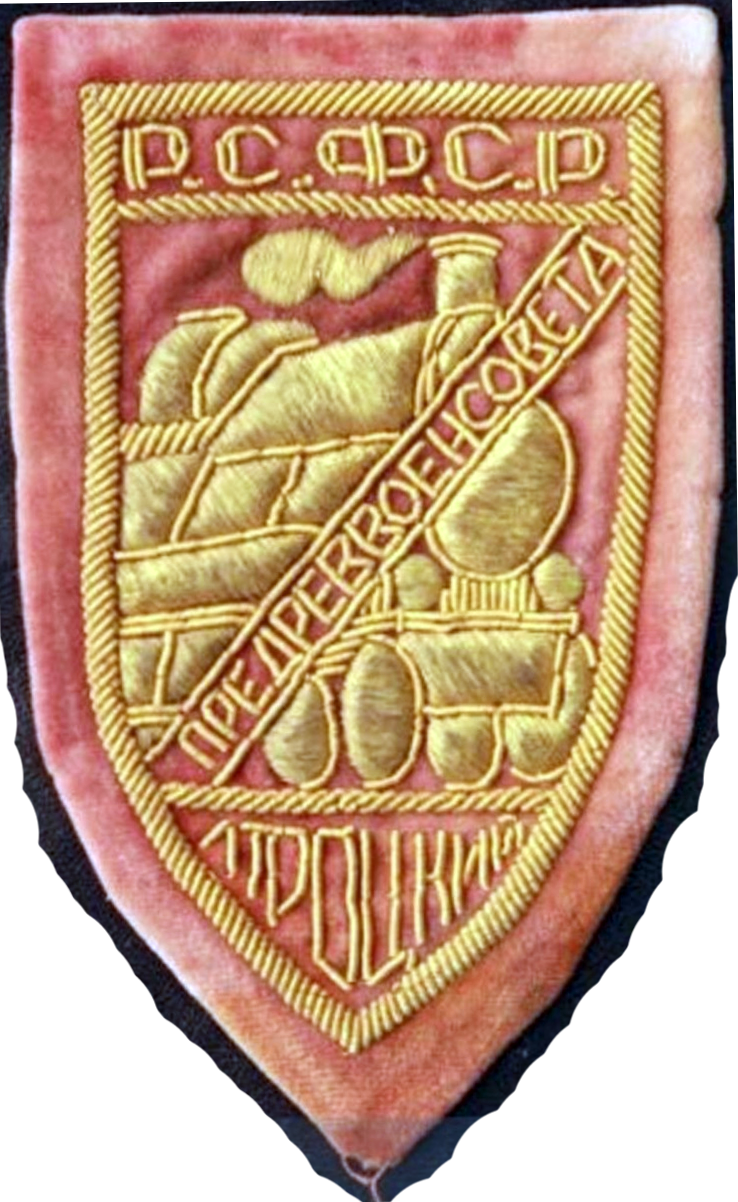
Oznaka noszona na lewym ramieniu przez gwardzistów Trockiego

Pociąg pancerny Trockiego – osobisty pociąg pancerny rosyjskiego ludowego komisarza spraw wojskowych i marynarki wojennej Lwa Trockiego, którym w latach 1918–1921 odbył trzydzieści sześć podróży na fronty rosyjskiej wojny domowej.
Według Trockiego „pociąg łączył centralę z linią frontu, rozwiązywał na miejscu pilne problemy, kształcił, wzywał, zaopatrywał, nagradzał i karał”.

## Skład
Pociąg pancerny Trockiego sformowany został 7 sierpnia 1918 roku w Moskwie z dwóch pancernych lokomotyw i dwunastu wagonów w celu natychmiastowego wyruszenia na wschód i wsparcia frontu wołżańskiego wraz z oddziałem szturmowym strzelców łotewskich.
Docelowo w składzie pociągu znalazło się:
- kilka pancernych wagonów uzbrojonych w karabiny maszynowe i kilka wagonów z zaopatrzeniem,
- dwa samoloty,
- armata,
- cysterna z paliwem,
- lory do przewozu pojazdów kołowych,
- wagon z sekretariatem, maszyną drukarską, telegrafem i anteną radiową, która odbierała sygnały trzynastu zagranicznych stacji,
- wagon kąpielowy,
- generator elektryczny,
- biblioteka,
- kuchnia,
- orkiestra.

W pociągu znajdowało się pięć samochodów osobowych skonfiskowanych cesarzowi Mikołajowi II, w tym Rolls-Royce używany przez Trockiego, uzbrojony w dwa karabiny maszynowe, a także kilka lekkich ciężarówek, które mogły opuścić platformy i dostarczyć na front potrzebne zaopatrzenie. Za pociągiem podążał kolejny skład przewożący 300 kawalerzystów. W późniejszym czasie Trocki podzielił swój pociąg na dwa oddzielne składy.

## Załoga
Załoga pociągu pochodziła ze wszystkich klas społecznych i składała się z 250 ludzi, ale po pewnym czasie wzrosła do 500. Oprócz ponad stuosobowej elitarnej kompanii gwardii pociągiem przemieszczały się dwie sekretarki, kucharze, mechanicy, saperzy kolejowi, technicy łączności, fotograf, kamerzysta oraz drukarze, których zadaniem było drukowanie gazety „W drodze” (ros. В пути). Oprócz robotników, marynarzy i intelektualistów pociągiem podróżowało kilkudziesięciu agitatorów komunistycznych i działaczy partyjnych; wszyscy byli uzbrojeni w nowoczesną broń. Podczas spotkań z lokalnymi dowódcami i ludnością Trockiemu towarzyszyło trzydziestu specjalnie dobranych strzelców, których obecność miała wywrzeć odpowiednie wrażenie na odbiorcach. Dodatkowo gwardziści nosili budionnówki i mundury wykonane z czerwonej skóry oraz oznaki na lewym ramieniu.
Pociąg pancerny Trockiego ze względów bezpieczeństwa poruszał się z maksymalną prędkością 70 km/h. Biali kilka razy atakowali pociąg za pomocą artylerii i lotnictwa, w wyniku czego 15 członków załogi pociągu poległo, a 15 zaginęło. Za działania podczas ofensywy białej Armii Północno-Zachodniej na Piotrogród w roku 1919, pociąg pancerny Trockiego odznaczony został Orderem Czerwonego Sztandaru.